# Reportergänget
Reportergänget (engelska Press Gang) är en brittisk TV-serie som sändes 1989–1994 och handlar om ett gäng ungdomar som gör en tidning. Redaktör var den intelligenta men manipulativa Lynda Day (Julia Sawalha), som ägnade en stor del av serien åt ett trassligt förhållande med Spike Thomson. Spike hamnade på tidningen som en sista chans istället för att bli relegerad från skolan, men hade givetvis ett hjärta av guld och blev en riktigt bra reporter med tiden.
Andra karaktärer i serien var den pengagalna Colin, supersnällisen Kenny, den försynta Sarah (spelad av Kelda Holmes), Frazz som verkade korkad men inte alltid var det, två mer eller mindre utbytbara blondiner vid namn Julie och Sam (de var aldrig med i serien samtidigt), samt Tiddler som var yngre än de andra och ofta klagade på att de inte tog henne på allvar. De vuxna reportrarna Matt Kerr och Chrissie Stuart dök också upp ibland, liksom gymnasieskolans rektor Mr. Winters och dess engelsklärare Mr. Sullivan.
Serien vann en BAFTA för avsnittet "Something Terrible" och blev även nominerad för avsnittet "The Last Word". Julia Sawalha, som spelade Lynda, har senare bland annat blivit känd som Saffron i Helt hysteriskt (engelska Absolutely Fabulous). Spike spelades av Dexter Fletcher. Seriens skapare Steven Moffat har gått vidare till att skriva TV-serien Coupling samt vissa avsnitt av nya Doctor Who, bland annat det prisbelönta "The Empty Child".
Reportergänget har gått i flera omgångar i svensk TV; 1990 i ungdomsprogrammet Kosmopol och 2006 på Barnkanalen.

## Rollista i urval
- Dexter Fletcher – Spike
- Julia Sawalha – Lynda
- Gabrielle Anwar – Sam
- Charlie Creed-Miles – Danny
- Kelda Holmes – Sarah
- Paul Reynolds – Colin Mathews